# Аксумбе (башня)
Башня Аксумбе (каз. Ақсүмбе мұнарасы) или башня Акбикеш (каз. Ақбикеш мұнарасы) — средневековая башня в Сузакском районе Туркестанской области Казахстана, в 500 метрах к юго-западу от села Аксумбе, на западных отрогах Каратау, рядом с городищем Аксумбе. С 2019 года входит в список памятников истории и культуры Казахстана республиканского значения.

## История
Башня упоминается в произведении тимуридского историка Шараф ад-Дина ал-Джузди «Зафар-наме» как наблюдательная башня во времена походов эмира Тимура в 1389—1390 годах против Тохтамыша.
По местным легендам башня носит имя красавицы Акбикеш, погибшей в битве за независимость своего народа во время нашествия джунгар. По одной из версий легенды, девушка Акбикеш покончила с собой из-за отказа отца выдать её замуж за любимого человека, и её несостоявшийся жених построил на могиле любимой эту башню.
Впервые башню и городище Аксумбе обследовал и описал археолог Алькей Маргулан в 1946 году.

## Архитектура
Построена из сырцового кирпича. Представляла собой сужающийся к верху конический объём, нижний диаметр которого около 10—12 м. Сохранился арочный входной проём с северной стороны. Имеет один арочный проход с южной стороны башни и два световых проёма (окна для наблюдения), к которым ведёт сырцовая лестница, устроенная в теле башни. Перекрытие над лестницей имеет стрельчатое очертание.